# Gracilentulus catulus
Gracilentulus catulus är en urinsektsart som beskrevs av Andrzej Szeptycki 1993. Gracilentulus catulus ingår i släktet Gracilentulus och familjen lönntrevfotingar. Inga underarter finns listade i Catalogue of Life.